# Kid Colt
Kid Colt é o nome de dois personagens de quadrinhos da Marvel Comics.
O primeiro, e mais conhecido no Brasil (embora quando foi publicado pela EBAL na década de 1950 fosse chamado de Kid Mauser), é um cowboy perseguido como fora-da-lei injustamente. Ele surgiu, juntamente com seu cavalo Steel, em Kid Colt # 1 (agosto de 1948).
O subtítulo, The Outlaw, foi acrescentado em 1950. No início, os desenhos eram de Pete Tumlison, mas o artista mais conhecido da série foi Jack Keller. O nome verdadeiro de Kid Colt é Blaine Colt. Ele apareceu no Universo Marvel, em aventuras dos Vingadores (1975), Quarteto Fantástico (2000) e Pantera Negra (2002).
No Brasil, as histórias do cowboy foram publicadas pela RGE, em título próprio, e também na revista "O Gibi". Em 1980, a RGE tentou relançar suas histórias (e as de Billy Blue) nas páginas do Almanaque Marvel, uma revista marcadamente de super-heróis.
Em 2000, ele aparece na minissérie Blaze of Glory, de John Ostrander e Leonardo Manco, uma série Western que traz diferentes versões para os personagens do gênero da Marvel (ver Kid Cassidy & Reno Jones).
O Kid Colt II é Elric, um super-herói com aspecto e face de cavalo. Ele apareceu pela primeira vez em  Heroes Reborn: Young Allies #1 (janeiro de 2000), no evento Heróis Renascem e no grupo Young Allies da Contra-Terra. Criado por Fabian Nicieza e Mark Bagley. Seu nome  verdadeiro é Elric Freedom Whitemane. Era um humano normal que teve seus genes fundidos com o de alienígenas Kimelianos (que surgiram nas aventuras do Quarteto Futuro ou Power Pack) . Esses mesmos alienígenas (Kimelianos) tem a aparência semelhante à de um cavalo .

## Outras mídias

### Televisão
No episódio  "Better Angels" de Agent Carter, Peggy Carter e Howard Stark são vistos no set de um filme baseado em Kid Colt que estúdio de cinema de Stark está produzindo. Stark também menciona brevemente que Kid Colt era uma figura histórica real.

### Vídeo games
Kid Colt aparece em Lego Marvel Super Heroes 2, onde ele e Arizona Annie ajudam o Senhor das Estrelas a resgatar Rocket Raccoon e Groot de um trem de circo dirigido pela versão local do Circo do Crime.